# Wilhelm Lotze (Jurist)
Wilhelm Lotze (* 31. Juli 1902 in Königsberg, Ostpreußen; † 2. Juni 1983) war ein deutscher Jurist und Politiker (CDU).

## Leben und Beruf
Nach dem Schulbesuch studierte Lotze Rechtswissenschaften. Er war seit 1931 als Rechtsanwalt und Notar in Arys und seit 1939 in Sondershausen tätig. Von 1939 bis 1945 nahm er als Soldat am Zweiten Weltkrieg teil. Zuletzt geriet er in Gefangenschaft, aus der er 1946 entlassen wurde. Seit 1947 arbeitete er als Rechtsanwalt und Notar in Uelzen.

## Partei
Lotze war bis 1933 Mitglied der DNVP. Nach 1945 trat er in die CDU ein.

## Abgeordneter
Lotze gehörte dem Deutschen Bundestag vom 1. November 1954, als er für den verstorbenen Abgeordneten Hermann Ehlers nachrückte, bis 1957 an. Er war über die Landesliste Niedersachsen ins Parlament eingezogen.

## Weblink
- Zwei Briefe des Rechtsanwalts Wilhelm Lotze aus Uelzen mit Familiennachrichten (1948 - 49)

| Personendaten    | Personendaten                             |
| ---------------- | ----------------------------------------- |
| NAME             | Lotze, Wilhelm                            |
| KURZBESCHREIBUNG | deutscher Jurist und Politiker (CDU), MdB |
| GEBURTSDATUM     | 31. Juli 1902                             |
| GEBURTSORT       | Königsberg, Ostpreußen                    |
| STERBEDATUM      | 2. Juni 1983                              |